# Christian Conradin

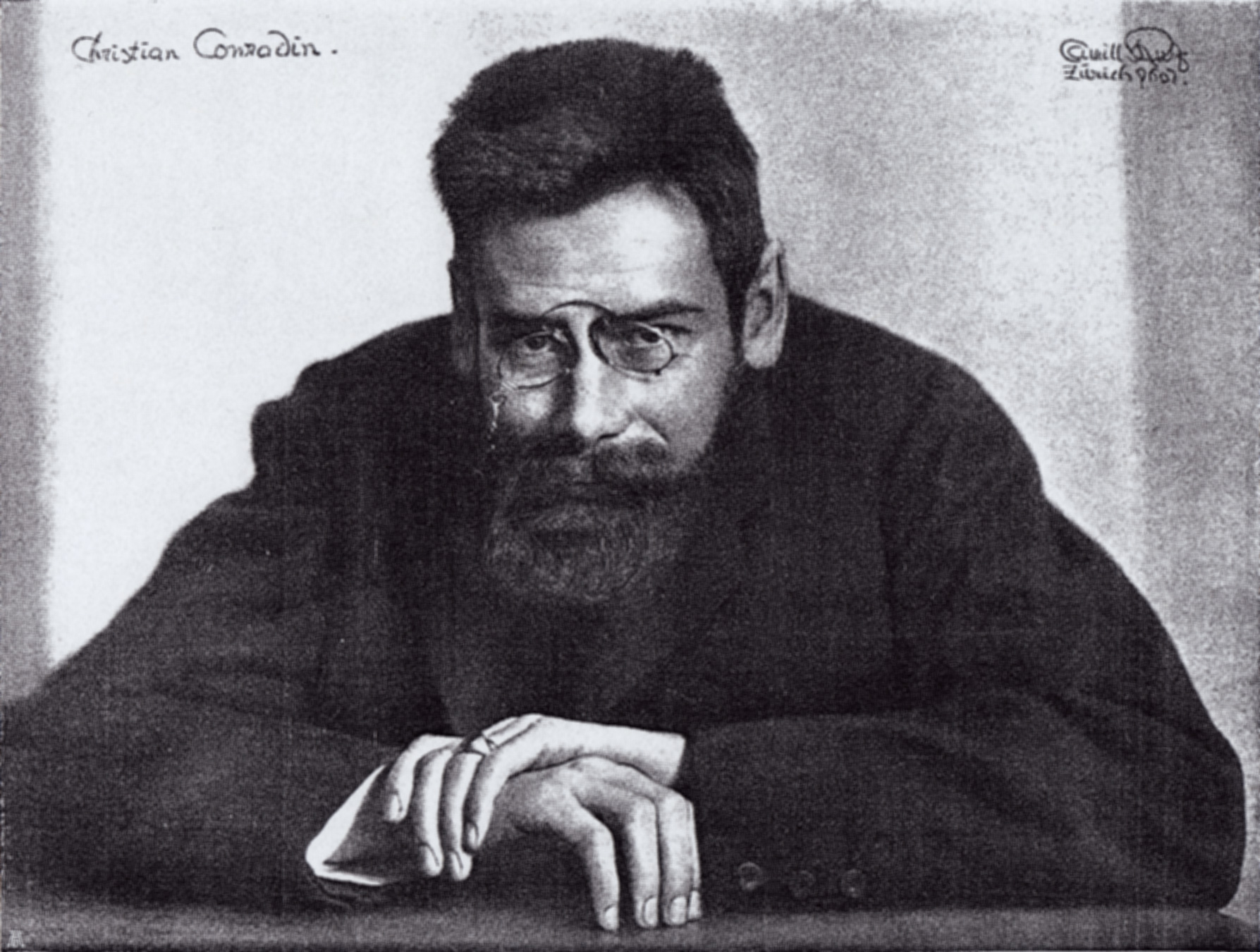
Christian Conradin, Porträt von Camille Bloch 1907

Christian Friedrich Conradin (* 7. November 1875 in Chur; † 3. Mai 1917 in Zürich) war ein Schweizer Landschaftsmaler und Lithograf. Daneben beschäftigte er sich aktiv im Schweizer Heimatschutz.

## Leben und Wirken
Christian Conradin wurde in Chur geboren, hatte aber auch in Valchava das Bürgerrecht. Nach der Schulzeit studierte er an der Kunstgewerbeschule in Zürich und absolvierte sein Praktikum im benachbarten Rüschlikon bei dem Maler und Grafiker Hermann Gattiker (1865–1950). Zur weiteren Ausbildung ging Conradin an die Königliche Kunstschule in Stuttgart und anschliessend an die Académie Julian in Paris. Nach der Rückkehr in die Schweiz lebte er in Pura im Tessin.
Conradin malte vorzugsweise Landschaften und Architekturen aus Graubünden und dem Engadin, die er zum Teil auf den Kunstausstellungen des „Vereins bildender Künstler München e.V.“ zeigte. Das 1905 auf der Frühjahrsausstellung der Münchner Secession vorgestellte Landschaftsgemälde „Toskanischer Frühlingsabend“ erhielt besonders gute Kritiken. Neben beweglichen Gemälden entstanden ausserdem dekorative Wandbilder, wie in der Kapelle des Friedhofs Daleu in Chur, wo Conradin 1908 das Gewölbe mit den im Mittelpunkt stehenden vier Evangelistensymbolen ausmalte. In Chur schuf er auch den Fries im Sitzungszimmer des Verwaltungsgebäudes der Rhätischen Bahn und das Wandbild in der Schalterhalle der Graubündner Kantonalbank, mit Darstellungen aus der Wirtschaft. Ein Historienbild, das an die Freiheits- und Glaubenskämpfe der Prättigauer von 1622 erinnert, entwarf Conradin im Stil Ferdinand Hodlers und schmückte damit die Rückwand des „Aquasana-Denkmals“ in Saas im Prättigau.
Neben seiner künstlerischen Tätigkeit engagierte er sich im Schweizer Heimatschutz (SHS) und gründete 1905 im Kanton Graubünden die Sektion „Bündner Heimatschutz“, da es ihm ein tiefempfundenes Bedürfnis [war], […] dass Werke der Technik und Baukunst taktvoll und nach künstlerischen Gesetzen gestaltet und der Landschaft angepasst wurden. In diesem Zusammenhang arbeitete er eng mit Architekten zusammen. Daneben setzte er sich für eine bessere Qualität der Schweizer Reiseandenken ein. Später wurde Conradin in den Zentralvorstand berufen, dem er bis zu seinem Tod angehörte.
Auf der 3. Landesausstellung in Bern 1914, an der erstmals auch der Heimatschutz vertreten war, übernahm Conradin im aufgebauten Schweizer Dorf die Leitung des „Dörfli-Basars“. Dort sollte vorgeführt werden, was unter qualitätvollen Souvenirs zu verstehen sei. Das angebotene Sortiment ging aus einem Wettbewerb hervor, dessen entscheidende Kriterien eine Beziehung zum Ort, gutes Material, gute Form und Bodenständigkeit waren. Nach der Ausstellung gründete Conradin 1915 die „Verkaufsgenossenschaft“ des Schweizer Heimatschutzes, deren Aufgabe es war, Andenken der gezeigten Qualität zu beschaffen. Nach der Auflösung 1929 übernahm 1930 das „Schweizerische Heimatwerk“ diese Aufgabe.
Christian Conradin starb in Zürich im Alter von 41 Jahren an einem Herzinfarkt und fand auf dem Friedhof seiner Geburtsstadt Chur die letzte Ruhe.

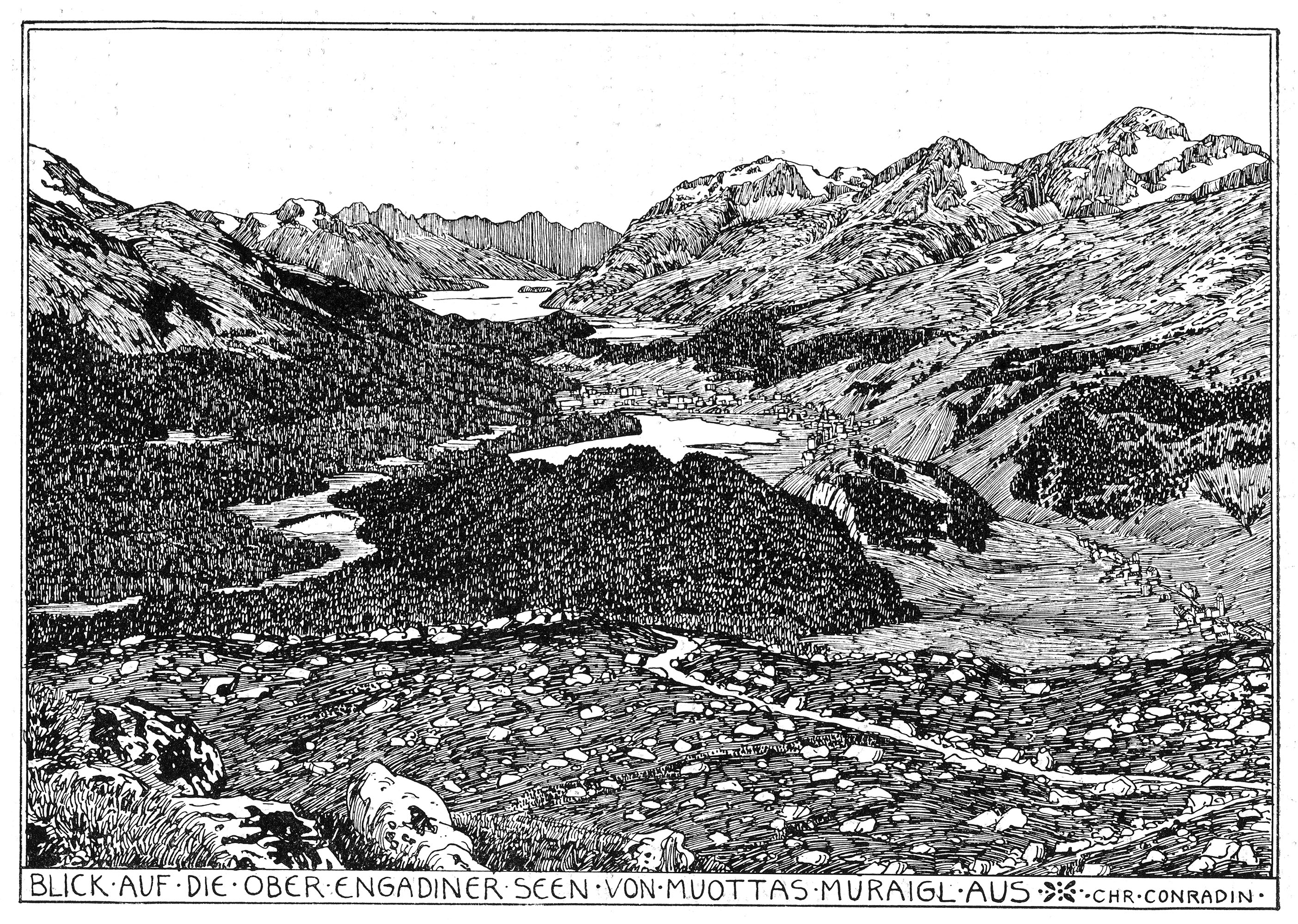
Blick auf die Oberengadiner Seen vom Muottas Muragl, Federzeichnung
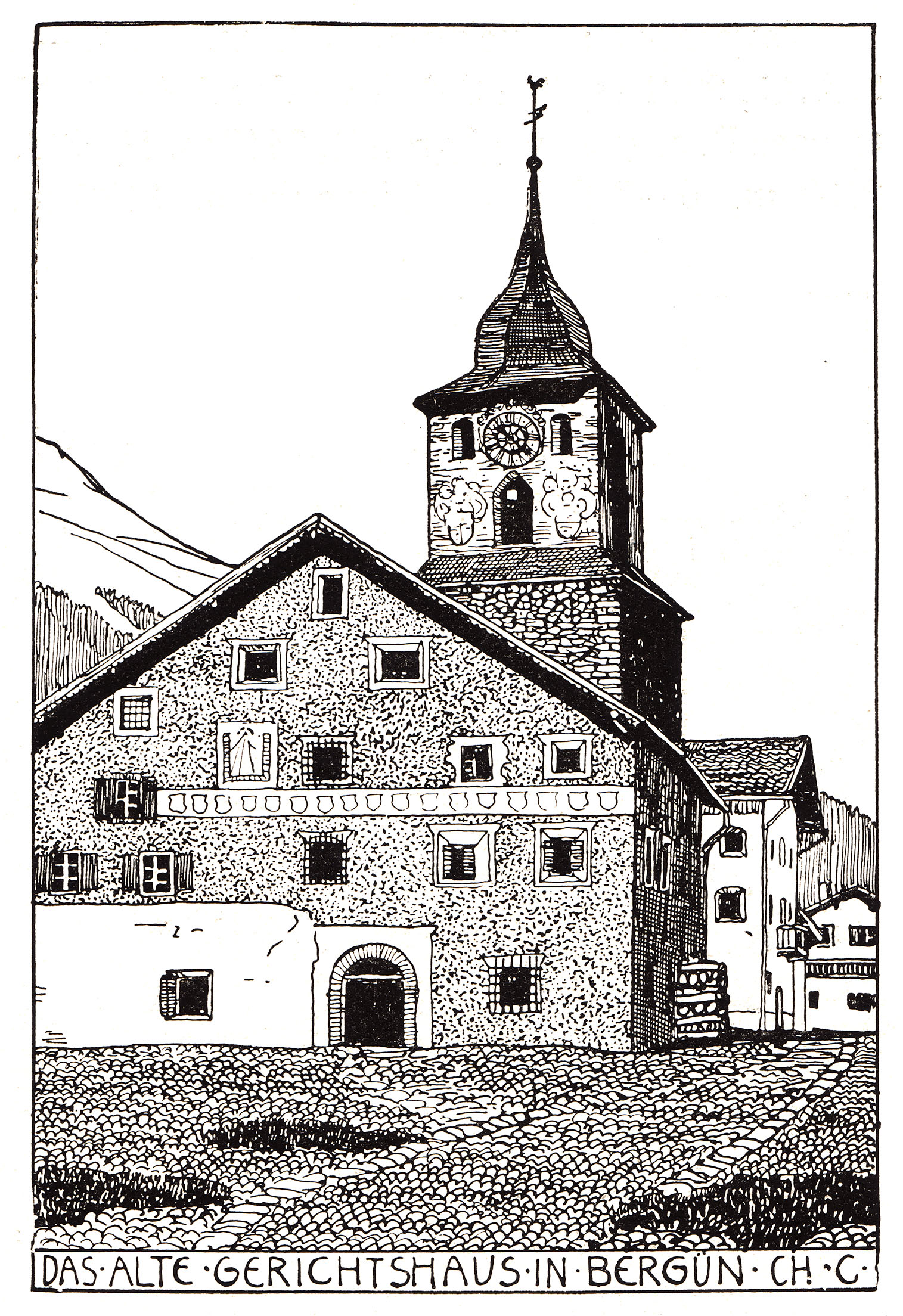
Das alte Gerichtshaus in Bergün, Federzeichnung
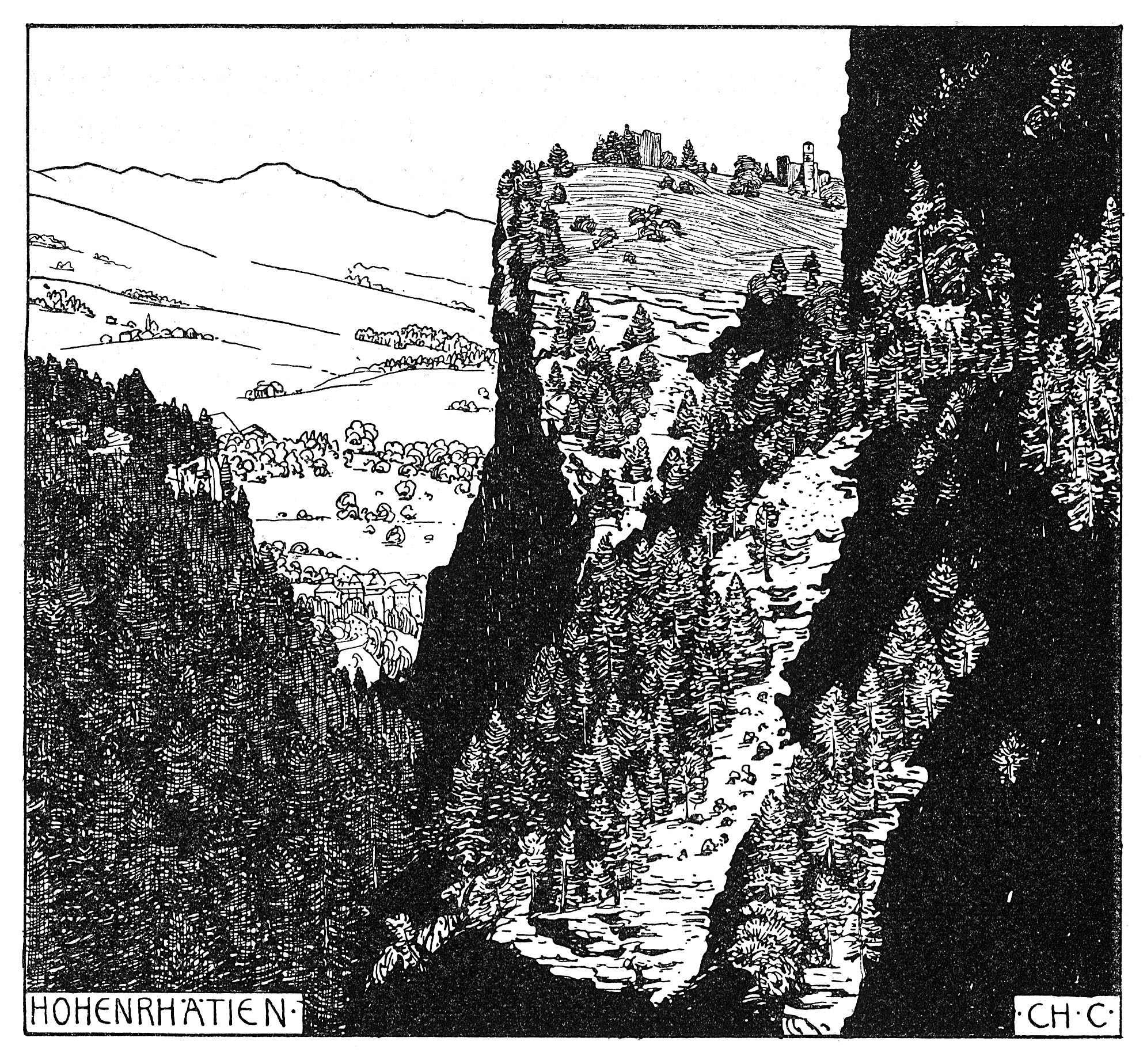
Hohenrhätien, Federzeichnung
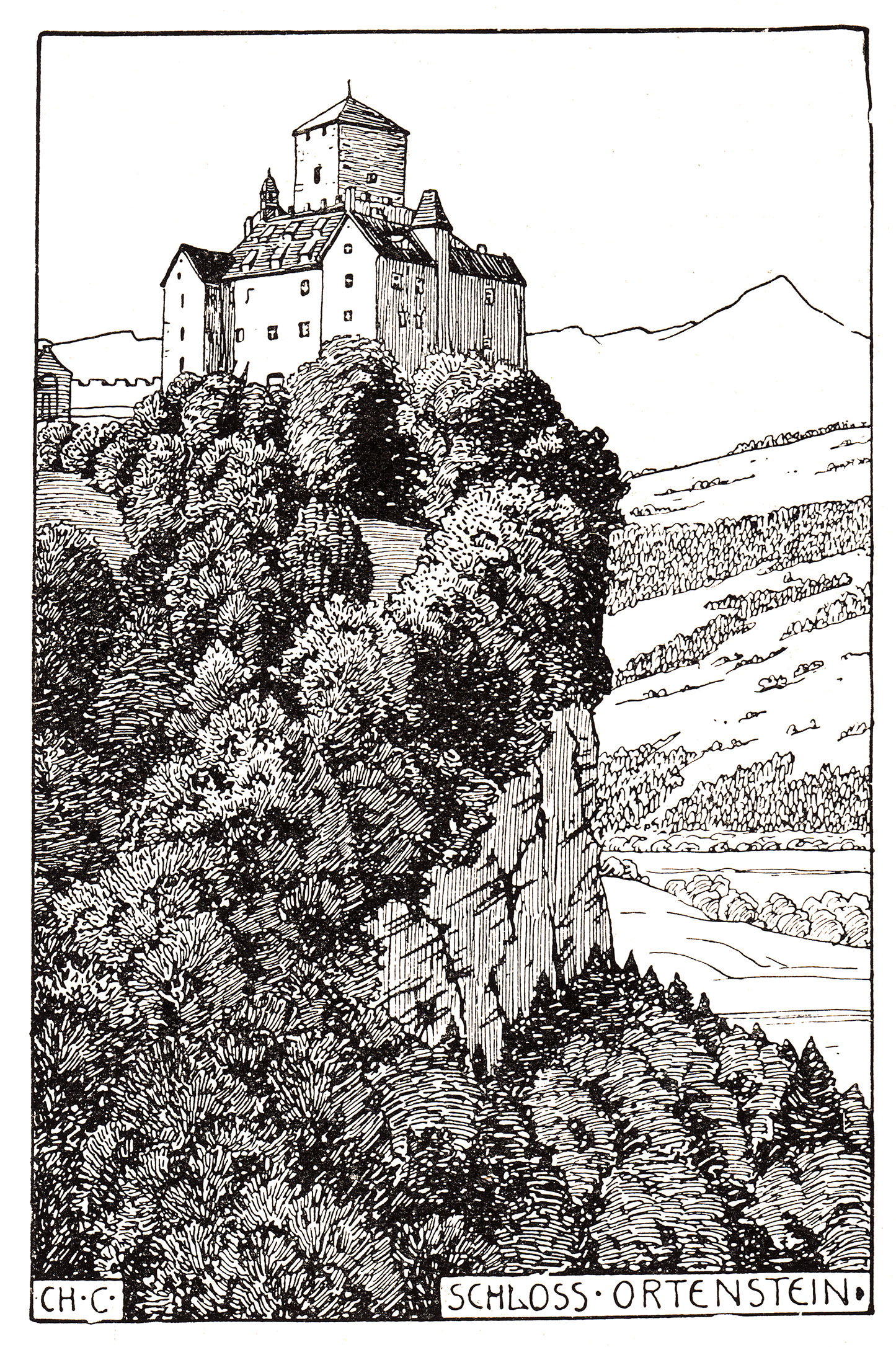
Schloss Ortenstein, Federzeichnung